# Just to See You Smile
Just to See You Smile è un singolo del cantautore statunitense Tim McGraw, pubblicato il 9 agosto 1997.

## Tracce
1. Just to See You Smile – 3:34 (Mark Nesler, Tony Martin)
2. Everywhere – 4:50 (Mike Reid, Craig Wiseman)

## Critica
Kevin John Coyne di Country Universe ha elogiato la canzone, dicendo che McGraw "gioca le sue carte così vicino al petto che al primo ascolto, potresti solo cogliere il suo amore incondizionato e il suo altruismo verso la ragazza che lo ha tenuto al suo fianco per tutti questi anni."